# Partido Comunista da Turquia
O Partido Comunista da Turquia (em turco:  Türkiye Komünist Partisi, TKP) é um partido comunista na Turquia.
Foi fundado como o Partido do Poder Socialista (em turco:  Sosyalist İktidar Partisi, SİP) em 16 de agosto de 1993. Em 2001, o partido mudou o seu nome para Partido Comunista da Turquia (TKP) e assumiu o legado histórico do TKP.

## História

### Dissolução e reformação
Após um período de conflito interno, duas facções rivais de TKP chegaram a um consenso em 15 de Julho de 2014 para congelar as actividades do partido e que nenhuma das facções deve utilizar o nome e o emblema de TKP.  A facção liderada por Erkan Baş e Metin Çulhaoğlu adotou o nome Partido Comunista Popular da Turquia e a facção liderada por Kemal Okuyan e Aydemir Güler fundaram o Partido Comunista (Turquia). 
A 22 de Janeiro de 2017, realizou-se um congresso pela iniciação de sete figuras bem conhecidas da política de esquerda turca. O congresso foi abraçado por comunistas independentes e também pelo Partido Comunista. O congresso anunciou que o nome TKP não será deixado sem guarda e declarou que o TKP está de volta à cena política. 

## Desempenho eleitoral
| Eleição                 | Número de votos para o TKP | Quota de votos | Lugares |
| Eleições Gerais de 1999 | 37.671                     | 0,12%          | 0 / 550 |
| Eleições Gerais de 2002 | 50.496                     | 0,19%          | 0 / 550 |
| Eleições Gerais de 2007 | 80.092                     | 0,22%          | 0 / 550 |
| Eleições Gerais 2011    | 64.006                     | 0,15%          | 0 / 550 |

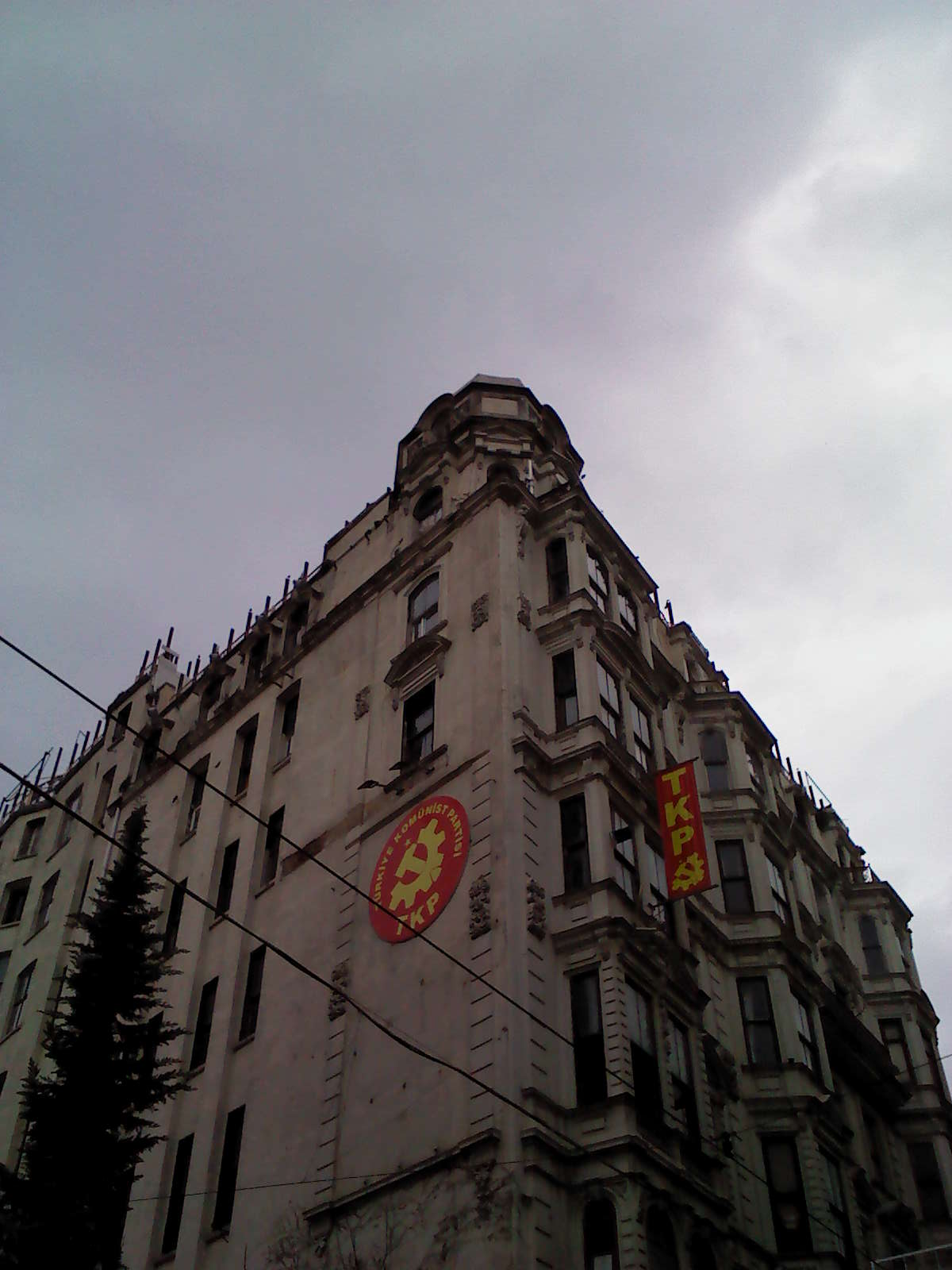
Escritório do partido em Istambul

Nas eleições de 2007, o partido obteve o seu melhor resultado percentual em Ardacane, na fronteira com a Geórgia, onde obteve 1,42% com 787 votos, apesar de o partido não ter mantido escritórios na província.
Na eleição municipal de 31 de março de 2019, o candidato do TKP Fatih Mehmet Maçoğlu ganhou na província de Zaza Tunceli, na sua maioria, com 32% dos votos expressos. O partido de oposição curdo, o Partido Democrático dos Povos, ficou em segundo lugar com 28%, seguido pelo Partido Popular Republicano, social-democrata e kemalista, com 20%. 